# ليو لمويل وايت
ليو لمويل وايت (بالإنجليزية: Leo Lemuel White)‏ هو مصور نيوزيلندي، ولد في 1906، وتوفي في 1967.